# Saint-Folquin
Saint-Folquin é uma comuna francesa na região administrativa de Altos da França, no departamento de Pas-de-Calais. Estende-se por uma área de 17,95 km². Em 2010 a comuna tinha 2 344 habitantes (densidade: 130,6 hab./km²).